# If That Were Me
If That Were Me è il quinto singolo estratto dal primo album della cantautrice britannica Melanie C, Northern Star.
Il singolo è stato pubblicato il 27 novembre 2000 dall'etichetta discografica Virgin e raggiunse la posizione numero 18 della classifica dei singoli britannica. Il testo della canzone, scritto da Melanie C insieme a Rick Nowels, parla dei disagi delle persone senzatetto.
La b-side del singolo, pubblicato poche settimane dopo la pubblicazione dell'ultimo album delle Spice Girls, era una traccia live del primo singolo della cantante, When You're Gone, cantata insieme a Bryan Adams.

## Tracce e formati
- European/UK CD

1. "If That Were Me" - 4:34
2. "If That Were Me" [Acoustic version] - 4:29
3. "When You're Gone" [Live with Bryan Adams] - 3:36
4. "If That Were Me" [Music video] [Bonus]

## Appare su
- Northern Star
- Northern Star [Special Edition]
- "If That Were Me" [Single]
- RTL Sommerhits 2005 [Compilation CD]

## Classifiche
| Paese             | Posizione massima |
| ----------------- | ----------------- |
| Belgio (Vallonia) | 7                 |
| Belgio (Fiandre)  | 15                |
| Regno Unito       | 18                |
| Svezia            | 22                |
| Nuova Zelanda     | 22                |
| Australia         | 28                |
| Paesi Bassi       | 41                |
| Austria           | 45                |
| Svizzera          | 50                |
| Italia            | 33                |